# رباط حلقي رغامي
الرباط الحلقي الرغامي (بالإنجليزية: Cricotracheal ligament)‏ يربط الغضروف الحلقي مع الحلقة الأولى من القصبة الهوائية ويشبه الغشاء الليفي الذي يربط الحلقات الغضروفية في القصبة الهوائية لبعضها البعض .